# ANTI- Records
La ANTI- Records è una casa discografica di Los Angeles, (California-Stati Uniti d'America).
È una delle sorelle della Epitaph Records su cui si appoggia per il mercato europeo.

## Artisti pubblicati dall'etichetta
- A Girl Called Eddy
- Blackalicious
- Cadence Weapon
- Calexico
- Daniel Lanois
- Danny Cohen
- Dead Man's Bones
- Elliott Smith
- The Frames
- Greg Graffin
- Grinderman
- Jason Lytle
- Jolie Holland
- The Locust
- Marianne Faithfull
- Neko Case
- Nick Cave and the Bad Seeds
- Pete Philly and Perquisite
- Rogue's Gallery
- SoliLLaquists of Sound
- Solomon Burke
- Spoon
- Tim Fite
- Tom Waits
- Tricky
- Youth Group